# Lannoo (groupe)
Pour les articles homonymes, voir Lannoo.
Le groupe Lannoo (Lanno Groep en néerlandais) est un groupe de compagnies d'édition belge, principalement néerlandophone, spécialisé dans la non-fiction.

## Historique
Les éditions et l’imprimerie Lannoo sont créées en 1909 par Joris Lannoo, membre du mouvement flamand. En 1959, Jan et Godfried Lannoo prennent la direction de la compagnie après leur père Joris. En 1991, la compagnie est divisée en deux : l’imprimerie Lannoo et les éditions Lannoo. Les éditions Racine, compagnie de langue française du groupe, sont créées en 1993. En 2010, le groupe achète quatre imprimeries néerlandaises.